# Grammitis taenifolia
Grammitis taenifolia là một loài dương xỉ trong họ Polypodiaceae. Loài này được Jenman Proctor mô tả khoa học đầu tiên năm 1953.